# Strobilanthes bunnemeyeri
Strobilanthes bunnemeyeri är en akantusväxtart som beskrevs av John Richard Ironside Wood. Strobilanthes bunnemeyeri ingår i släktet Strobilanthes och familjen akantusväxter. Inga underarter finns listade i Catalogue of Life.